# Виборчий округ 171
Виборчий округ 171 — виборчий округ в Харківській області. В сучасному вигляді був утворений 28 квітня 2012 постановою ЦВК №82 (до цього моменту існувала інша система виборчих округів). Окружна виборча комісія цього округу розташовується в приміщенні адміністрації Немишлянського району Харківської міської ради за адресою м. Харків, просп. Петра Григоренка, 17.
До складу округу входять Немишлянський район, частини Індустріального (мікрорайони Південні П'ятихатки, Кулиничі, Бражники та Північна Салтівка) і Слобідського (територія на північний схід від проспектів Льва Ландау та Героїв Сталінграда) районів міста Харків. Виборчий округ 171 межує з округом 170 на північному заході, з округом 172 на півночі, з округом 175 на північному сході, з округом 172 на сході і на південному сході, з округом 181 на півдні та з округом 173 на південному заході і на заході. Виборчий округ №171 складається з виборчих дільниць під номерами 631354-631372, 631533-631536, 631591-631648, 631694-631695 та 631699.

## Народні депутати від округу
| Ім'я                               | Фото | Партія          | Скликання | Дата набуття повноважень | Дата припинення повноважень |
| ---------------------------------- | ---- | --------------- | --------- | ------------------------ | --------------------------- |
| Горіна Ірина Анатоліївна           |      | Партія регіонів | 7-ме      | 12 грудня 2012           | 27 листопада 2014           |
| Хомутиннік Віталій Юрійович        |      | самовисуванець  | 8-ме      | 27 листопада 2014        | 29 серпня 2019              |
| Кінзбурська Вікторія Олександрівна |      | Слуга народу    | 9-те      | 29 серпня 2019           |                             |

## Результати виборів

### Парламентські

#### 2019
Кандидати-мажоритарники:
- Кінзбурська Вікторія Олександрівна (Слуга народу)
- Лесик Андрій Анатолійович (Опозиційна платформа — За життя)
- Золотарьов Володимир Володимирович (Опозиційний блок)
- Бабаєв Сергій Сергійович (Європейська Солідарність)
- Левицька Наталія Вікторівна (самовисування)
- Ярославський Денис Ігорович (самовисування)
- Андрєєв Олексій Вікторович (Рух нових сил)
- Литвиненко Наталія Олександрівна (Свобода)
- Кушнарьов Сергій Петрович (самовисування)
- Іващенко Володимир Миколайович (самовисування)
- Казакова Катерина Іванівна (самовисування)
- Попова Анна Борисівна (самовисування)
- Прохоренко Олександр Сергійович (самовисування)

#### 2014
Кандидати-мажоритарники:
- Хомутиннік Віталій Юрійович (самовисування)
- Чуйко Інна Вікторівна (Народний фронт)
- Золотарьов Володимир Володимирович (Сильна Україна)
- Ковтунов Сергій Володимирович (самовисування)
- Салигін Васілій Вікторовіч (самовисування)
- Черняк Ігор Юрійович (самовисування)
- Сметана Олена В'ячеславівна (Зелена планета)
- Грищенко Петро Миколайович (самовисування)
- Ткаченко Дмитро Вікторович (самовисування)
- Каражанова Макка Сагангаліївна (Блок лівих сил України)
- Кальченко Юрій Іванович (самовисування)
- Вітер Геннадій Романович (самовисування)
- Павленко Едуард Євгенович (самовисування)
- Дронов Володимир Олександрович (Ліберальна партія України)

#### 2012
Кандидати-мажоритарники:
- Горіна Ірина Анатоліївна (Партія регіонів)
- Малюга Валерій Олегович (УДАР)
- Шелехов Віталій Вікторович (Комуністична партія України)
- Азарова Наталія Миколаївна (Україна — Вперед!)
- Вітер Геннадій Романович (самовисування)
- Тупікін Ігор Юрійович (самовисування)
- Заліван Олександр Володимирович (Собор)
- Розсоха Володимир Васильович (Соціалістична партія України)
- Ковальковський Володимир Васильович (самовисування)
- Шаповал Валентина Дмитрівна (самовисування)
- Бондаренко Олександр Володимирович (Нова політика)
- Мамаєв Олександр Федорович (Слов'янська партія)

## Явка
Явка виборців на окрузі: